# Melanella thersites
Melanella thersites är en snäckart som först beskrevs av Carpenter 1864.  Melanella thersites ingår i släktet Melanella och familjen Eulimidae. Inga underarter finns listade i Catalogue of Life.